# Ein Haus voll Liebe
Pour plus de détails, voir Fiche technique et Distribution.
Ein Haus voll Liebe (en français Une maison pleine d'amour) est un film germano-autrichien réalisé par Hans Schweikart sorti en 1954.
Il s'agit de l'adaptation de la pièce de théâtre Fräulein Fortuna de Ladislas Fodor.

## Synopsis
Le metteur en scène de théâtre Remming est un contemporain de mauvaise humeur dont le mécontentement couvre sa scène comme de la moisissure. Surtout le scénographe Paul est régulièrement de mauvaise humeur. Lorsqu'il demande l'approbation d'un matériau particulièrement coûteux pour sa décoration, Remming s'emporte et renvoie son décorateur en chef. Pendant ce temps, le carnaval se déroule à Munich, et alors que Paul pense qu'il est au plus bas de sa vie, un char de carnaval conçu par lui et attirant une grande attention du public roule le long d'un tronçon de la rue de Munich. Au bar de la salle de bal du Deutsches Theater dans la métropole de l'Isar, Paul rencontre son ami Lutz, le photographe du théâtre. Les deux sont actuellement en panne. À côté, un vieux monsieur nommé Burkhardt, un industriel germano-américain, discute avec une certaine Sybille. Cette femme possède un studio de mode qui a fourni un costume de bal à la fille de Burkhardt, Marga. Mais ladite Marga a disparu sans laisser de trace il y a deux jours.
L'humeur de Paul s'éclaire un peu lorsqu'il voit une femme dans un costume de chat intéressant. Avec un dicton taquin sur les lèvres, il veut attirer la jeune femme, mais elle lui donne non seulement une main froide, mais aussi des griffes acérées beaucoup plus répulsives et le griffe. Lorsque Paul lui demande son nom, l'étrangère au masque de chat dit qu'elle s'appelle Mädy. Ce petit événement rapidement fait le tour, et la patronne de la mode Sybille et M. Burkhardt croient que la Marga manquante devait en fait être derrière le masque, car ce costume du salon de mode de Sybille était destiné à Marga. Lorsque la prétendue fille chat, légèrement ivre, disparaît et danse le long de la balustrade de la salle de bal, elle attire beaucoup l'attention des invités du carnaval. Pendant que Burkhardt et Sybille se demandent si Marga vient de leur échapper à nouveau, Paul suit la "chatte" et quitte la salle de bal.
Le lendemain matin, alors que Paul dort de sa gueule de bois, le prêteur sur gages Eberhard accède à son appartement de Schwabing. Il veut enfin récupérer les 2 000 DM qu'il lui a empruntés. Le bruit qui en résulte amène le voisin de Paul, le musicien barbu Billy, à les rejoindre. Paul saisit le moment et se précipite hors de son appartement et chez Billy. Puisque plus ou moins de jeunes couples vivent dans cet immeuble, on l'appelle aussi la "Maison de l'Amour". Lorsque Paul revient un peu plus tard dans ses quatre murs, il découvre Mädy accroupie dans son alcôve. Avec Mädy, dont il tombe rapidement amoureux, sa vie semble basculer, car la série de malchance de Paul prend fin brutalement. Alors Paul commence à croire que la jeune créature doit être la déesse incarnée Fortuna. Les problèmes des autres aussi se résolvent plus ou moins avec plaisir : Le pianiste Billy avait accueilli Marga, perdue depuis longtemps, qu'il connaissait déjà à New York, car eux aussi sont amoureux. La nouvelle voisine Mädy aide Burkhardt à retrouver sa fille Marga et admet qu'elle a enfilé le costume de chat qu'elle était censée lui apporter et qu'elle l'a mis sur elle-même. Burkhardt, d'autre part, qui produit les matériaux de construction coûteux dont Paul a un si urgent besoin, se montre généreux, ce qui ramène Paul à son ancien travail de scène. En fin de compte, il y a deux couples prêts à se marier.

## Fiche technique
- Titre original : Ein Haus voll Liebe
- Réalisation : Hans Schweikart assisté de Rudolf Zehetgruber
- Scénario : Hans Schweikart, Egon Eis
- Musique : Werner R. Heymann
- Direction artistique : Fritz Jüptner-Jonstorff
- Costumes : Elisabeth Urbancic (de)
- Photographie : Willy Goldberger (de)
- Son : Max Vernooij
- Montage : Renate Knitschke
- Production : Walter Tjaden
- Société de production : Bristol-Film Hein Wolff, Wiener Mundus-Film
- Société de distribution : Europa-Filmverleih
- Pays de production :  Allemagne de l'Ouest,  Autriche
- Langue : allemand
- Format : Noir et blanc - 1,37:1 - Mono - 35 mm
- Genre : Comédie
- Durée : 83 minutes
- Dates de sortie :
  - Autriche : 10 septembre 1954.
  - Allemagne de l'Ouest : 18 février 1955.

## Distribution
- Gertrud Kückelmann (de) : Mädy
- Michael Cramer (de) : Paul Ettinger, scénographe
- Irene Naef : Sybille, propriétaire d'un magasin de mode
- Wilfried Seyferth (de) : Remming, directeur de théâtre
- Peer Schmidt (de) : Billy, pianiste
- Gunnar Möller (de) : Lutz, photographe de théâtre
- Rudolf Vogel : Eberhard, le prêteur à gages
- Jane Tilden : Lydia, sa femme
- Erni Mangold : Grit
- Marianne Stopp : Marion
- Franz Böheim : le secrétaire de théâtre
- Ulrich Bettac : Burkhardt, industriel
- Beppo Brem (de) : l'antiquaire
- Michl Lang (de) : Pichler, portier et gardien
- Ernst Waldbrunn : le reporter

## Production
Ein Haus voll Liebe est tournée au milieu de l'année 1954 dans les studios de cinéma de Vienne-Sievering et au Deutsches Theater de Munich.